# Winx Power Show
Winx Power Show (с англ. — «Шоу „Сила Винкс”») — итальянский мюзикл по мотивам фантастического мультсериала «Клуб Винкс» про команду девушек-волшебниц, спродюсированный компанией MAS Music Arts & Show под руководством Сальваторе Вивинетто. Постановку сделали семейной, хотя и с уклоном на детскую аудиторию. При этом одной из особенностей спектакля является вовлечение зрительской аудитории: в определённый момент детей приглашают на сцену. Мюзикл вызвал в Италии большой ажиотаж среди поклонников мультсериала, и театры вынуждены были вносить в график незапланированные выступления. Представление прошло в более чем сорока городах Италии, на него было продано более 300 000 билетов. Оно демонстрировалось по телевидению, было адаптировано для ряда других стран, а также вышло на DVD. Отдельно был издан саундтрек в исполнении актёрского состава мюзикла, в том числе из иностранных адаптаций. На сайте Teatro.it мюзикл похвалили за то, что даже при своей откровенной простоте ему удалось «оживить» театр благодаря наплыву детей. Рецензентам понравились танцовщицы и их пение, хотя один из них подчёркивает, что хореография могла бы быть лучше. Другой рецензент пишет, что качество практически всех аспектов мюзикла должно было быть на порядок выше, если бы не «особая» природа пьесы, и с учётом целевой аудитории мюзикл в любом случае получился удачным.

## Основа и особенности мюзикла

### Основа и сюжет
Мюзикл основывается на сеттинге второго сезона итальянского мультсериала «Клуб Винкс». Сюжет сериала повествует о команде юных фей, называющих себя Винкс и борющихся со злом в мире волшебства. Вымышленная вселенная сериала состоит из нескольких измерений, главным из которых является Магикс — волшебный мир, закрытый от обычных людей и населённый различными существами, такими, как ведьмы, пикси, огры, тролли и монстры. Действие мюзикла начинается в Магиксе, где Винкс слышат голос молодой девушки Мелиссы, которая засомневалась в их существовании, и решают отправиться на Землю, чтобы развеять её сомнения. Появляются Трикс, которые заколдовывают героинь и похищают Мелиссу. На помощь феям приходят специалисты, после чего они вместе отправляются спасать Мелиссу. Трикс пытаются перетянуть девушку на свою сторону. Основательница и лидер Клуба Винкс Блум попадает под тёмные чары Лорда Даркара, который гипнотизирует её, но Мелисса напоминает Блум о её истинной сущности, и Винкс со специалистами побеждают Даркара и Трикс.
Концепция волшебства фей в сериале представлена в виде волшебных трансформаций, которые они получают, выполнив определённые действия. Трансформации увеличивают их силы и в некоторых случаях позволяют пользоваться магией в конкретной среде. В частности, во втором сезоне героиням удаётся побороть ряд своих слабостей, и они осваивают трансформацию Чармикс, позволяющую использовать магию в измерениях, устойчивых к обычному волшебству. Главные героини — шесть девушек с разных планет: Блум, Стелла, Флора, Муза, Текна и Лейла. Последняя присоединяется к команде во время событий второго сезона. Все они являются ученицами Алфеи — школы для фей. Блум, Стелла и Лейла на своих планетах являются принцессами. У героинь есть бойфренды — так называемые специалисты из школы Красный Фонтан, где они учатся владеть лазерным оружием. Антагонистом мюзикла выступает Лорд Даркар, который хочет похитить Блум любой ценой. В этом ему помогают Трикс — бывшие ученицы школы для ведьм Облачная Башня, которые пытались захватить волшебную страну и все три школы, включая собственную. Кроме того, в мюзикле есть новый персонаж, отсутствующий в сериале, — земная девушка Мелисса, которая поначалу не верит в волшебство.

### Замысел и создание
Мюзикл спродюсировала компания MAS Music Arts & Show. Он был создан с применением лазерных технологий и спецэффектов. Должность режиссёра мюзикла занял Сальваторе «Тото» Вивинетто, присоединившийся к MAS в качестве ученика в 1996 году и впоследствии получивший известность именно за этот мюзикл, а также Scooby Doo Live On Stage и несколько других. Хореографы — Альберто Пальмисано и Массимо «Макс» Саваттери, оба танцоры балета и хореографы, также получившие известность благодаря Winx Power Show и ещё нескольким мюзиклам, включая вышеупомянутый Scooby Doo Live On Stage. Саваттери также преподавал в школе актёрского искусства MAS. По словам координатора проекта Марко Гуэрини, идея о создании мюзикла по мотивам «Клуба Винкс» появилась во время прослушивания оригинального саундтрека на звукозаписывающей студии в Риме. Упор был сделан на музыку и танцы, также для шоу написан свой собственный сценарий. В мае 2005 года начался отбор актёров в возрасте 16—23 лет с выдающимися навыками в танцах, пении, акробатике и актёрском мастерстве. Первые пробы состоялись 26 мая 2005 года в здании MAS Music Arts & Show в Милане. Создателям пришлось отобрать 16 актёров из 400 кандидатов.
Замыслом создателей было создание интерактивного представления, в котором зрители являются частью шоу. Планировалось, что в какой-то момент детей позовут на сцену, чтобы «придать сил» героям. Исполнительный продюсер шоу и глава MAS Даниеле Люппино инвестировал в постановку 500 000 евро. В интервью он заметил, что компания долго искала инновационный продукт для театральной постановки, и Винкс привлекли их своим стилем одежды и современным языком. Ещё до запуска шоу у создателей были планы на его выход в таких странах, как Нидерланды, Франция, Испания, Австрия, Германия и страны Азии. Люппино отмечает, что шоу ориентировано на всю семью, хотя особый упор сделан на детей. Режиссёр мюзикла Сальваторе Вивинетто заявил, что мюзикл остаётся верен оригинальному сериалу, за исключением того, что его постановка более поэтическая. Хореографами шоу выступили Альберто Пальмисана и Массимо Саваттери, их танцы являются смесью модерна и хип-хопа. Музыка и танцы являются основными элементами постановки, хотя в ней присутствуют и диалоги. В итальянских газетах Winx Power Show упоминается как первый мюзикл, созданный по мотивам мультфильма.

Винкс любят потому, что этот мир нуждается в магии. Я был бы счастлив, если бы дети выходили из театра с чувством, что это одно из немногих мест в мире, где магию ещё можно ощутить.
Оригинальный текст (итал.)Le Winx piacciono perché a questo mondo c' è bisogno di magia. Sarei felice se i piccoli uscissero con la convinzione che il teatro è uno dei pochi luoghi dove la magia si può ancora realizzare.
— Сальваторе Вивинетто

## В ролях
| Персонаж    | Актёр первого состава | Актёр второго состава |
| ----------- | --------------------- | --------------------- |
| Блум        | Мари Дима             | Франческа Колапьетро  |
| Стелла      | Сара Мариначчо        | Сара Мариначчо        |
| Флора       | Клаудия Альфонсо      | Клаудия Альфонсо      |
| Муза        | Эрика Яконо           | Эрика Яконо           |
| Текна       | Аннамария Де Маттео   | Аннамария Де Маттео   |
| Лейла       | Карима Машехур        | Веладе                |
| Скай        | Джакомо Биа           | Роберто Аркетти       |
| Брендон     | Лука Перуцци          | Давиде Лесо           |
| Гелия       | Этторе Романо         | Даниель Греко         |
| Ривен       | Мануэль Ферруджиа     | Франческо Палаццо     |
| Тимми       | Даниеле Каудуро       | Даниеле Каудуро       |
| Айси        | Дания Манси           | Дания Манси           |
| Дарси       | Валентина Беретта     | Валентина Беретта     |
| Сторми      | Рари Ло Чичеро        | Сабрина Орландо       |
| Лорд Даркар | Паоло Карта           | Джермано Аледда       |
| Мелисса     | Мелисса Маркетто      | Лори Прете            |

## Премьера и успех шоу
Если бы Winx Power Show был обычным мюзиклом, можно было бы отметить банальность его сюжета. Если бы Winx Power Show был обычным мюзиклом, можно было бы раскритиковать его за простецкие диалоги. Если бы Winx Power Show был обычным мюзиклом, некоторые внимательные люди могли бы заметить, что он «перегружен» танцами с вымученными позами. Если бы Winx Power Show был обычным мюзиклом… но ничего обычного нет в мюзикле, который посвящён самым модным девочкам на малом экране, с учётом распроданных за два дня билетов на три спектакля в театре «Креберг» в Бергамо, который с начала сезона испытывал недостаток публики, несмотря на вполне достойную афишу.
—Teatro.it
Премьера мюзикла состоялась в театре Нуово в Милане 22 сентября 2005 года. Ещё до премьеры раскупалось порядка тысячи билетов за день. DVD-версия постановки вышла 30 сентября. Сразу после своего запуска шоу начало пользоваться большим спросом, в связи с чем ряд театров добавил в график незапланированные выступления: так, 18—20 ноября театр «Политеама Дженовезе» в Генуе добавил 6 дополнительных выступлений; театр имени Джузеппе Верди в Гориции добавил дополнительное выступление вечером 8 декабря, когда все билеты на дневной спектакль смели по предзаказам; театр «Европаудиториум» в Болонье по просьбам зрителей открыл дополнительную дату 10 февраля 2006 года после того, как на два выступления 18 декабря 2005 года все билеты были раскуплены за два дня и порядка 500 билетов на них достались победителям газетного конкурса. В декабре полную версию мюзикла показали на телеканале Raisat Ragazzi.
Театральный критик Петра Мотта в своей рецензии для сайта Teatro.it похвалила мюзикл за привлечение в театр множества детей, отметив «свежесть» актёров и множество тематического реквизита. Рецензентка также выразила мнение о том, что песни и хореография шоу, возможно, придутся по вкусу взрослым даже в большей степени, чем детям. Впрочем, она крайне не рекомендует посещать постановку тем, кто не может «пробудить своего внутреннего ребёнка». Критик Марио Панелли на том же сайте, впрочем, заключил, что диалоги, наоборот, являются сложноватыми для детей. Ему понравились танцовщицы мюзикла и песни в их исполнении, а также внимание создателей к деталям. Однако Панелли считает, что хореография мюзикла могла бы быть исполнена лучше, а вовлечение зрителя в шоу он посчитал недостаточным.
В декабре 2006 года в Болонье заблаговременно назначили четыре выступления, поскольку в театре «Европаудиториум» в прошлом году прошли протесты из-за нехватки билетов. В фойе театров продавалась сопутствующая продукция: гаджеты, постельное бельё, косметика, телефоны, открытки, футболки, куклы, компакт-диски, видео, пазлы и книги. В декабре 2006 года газета La Repubblica проводила розыгрыш бесплатных билетов на представление в неапольском театре «Палапартенопе» 2 и 3 января 2017 года. В эти дни в «Палапартенопе» прошла благотворительная акция, где зрители могли оставить подарки для больных детей. По утверждению корреспондента La Repubblica Нино Маркесано, за эти два дня выступление посетили около 100 000 зрителей. Шоу объехало более сорока городов Италии, на него было продано более 300 000 билетов. В некоторых случаях Лейла отсутствовала среди персонажей шоу, к примеру, в театре «Креберг» в Бергамо.

## Музыка
Музыку для постановки записали на студии Ninap в Милане, где записывались песни для оригинального сериала «Клуб Винкс». В мюзикле использованы композиции из оригинального сериала, а также записано несколько новых за авторством Фабио Серри — выходца из Женевы, начинавшего с клавишника в местной группе, а затем в MAS. В шоу присутствуют песни таких жанров, как рок, поп, хип-хоп и рэп, но стиль вокала во всех песнях наиболее приближен к поп-музыке, чтобы отвечать запросам современных детей. Упор был сделан на живую музыку. Оригинальный саундтрек мюзикла вышел на Audio CD 30 сентября 2005 года под лейблом Level One в исполнении первоначального актёрского состава шоу. Фабио Серри выступил звукорежиссёром и выполнил аранжировку вокала. Гитару записал Фабио Витиелло, а её аранжировку произвёл Макс Элли.
| №   | Название                | Длительность |
| --- | ----------------------- | ------------ |
| 1.  | «Uno Di Noi»            | 2:58         |
| 2.  | «L'attimo Che Cresce»   | 2:28         |
| 3.  | «Siamo Le Winx»         | 3:41         |
| 4.  | «Non C'e Amore»         | 3:05         |
| 5.  | «Un Pizzico Di Magia»   | 2:55         |
| 6.  | «Abili Guerrieri»       | 3:57         |
| 7.  | «Il Canto Delle Sirene» | 1:56         |
| 8.  | «Il Canto Di Musa»      | 2:31         |
| 9.  | «Mondo Fatato»          | 1:29         |
| 10. | «Fantabosco»            | 1:23         |
| 11. | «Balla Con Me»          | 2:32         |
| 12. | «Non Mi Arrendo»        | 4:21         |
| 13. | «Piu Che Puoi»          | 3:43         |
| 14. | «La Battaglia Finale»   | 3:51         |
| 15. | «Vola Se Vuoi»          | 3:42         |

## Интерпретации
Осенью 2006 года шоу было запущено в Нидерландах и Бельгии под названием Winx Club on Tour (с англ. — «Клуб Винкс на гастролях»). Постановка также вышла в Нидерландах на DVD и получила свой саундтрек. По сюжету этой версии Трикс хотят использовать волшебный предмет в виде круга, чтобы открыть Волшебное измерение, и похищают Флору. Винкс и специалисты спасают подругу и обращают круг против самих Трикс. В Нидерландах после успеха первоначального шоу было запущено повторное, под названием Winx Club Theater Tour (с англ. — «Театральное турне Клуба Винкс»). 5 июня 2009 года постановку Winx Club on Tour собирались провести в театре Квирино в Риме для сбора пожертвований от продажи билетов на реконструкцию подросткового театра Сан-Филиппо, накануне пострадавшего от землетрясения, но по техническим причинам спектакль был отменён. Под таким же названием постановка вышла в 2009 году в Германии и Португалии, в последней также получив свой саундтрек. Отдельный мюзикл с названием Winx Power Show демонстрировался в Моттоле в рамках фестиваля Mottola danza in musica 2008.